# 놀자
놀자(본명: 이현진, 1985년 10월 31일 ~ )은 대한민국의 전직 리그 오브 레전드 프로게이머이다. 선수 시절 아이디는 Nolja이며 포지션은 정글라이너였다.

## 선수 시절
2010년 4월, 북미의 카운터 로직 게이밍에서 프로 커리어를 시작했다.
2010년 11월, 팀 OP에 입단해면서 한국무대로 복귀했다. LCK 스프링 2012에서 팀의 4강 진출에 기여했다.
2012년 5월, 제닉스 스톰에 입단했다. 
2012년 11월, 팀 OP에 다시 입단했다. 2013년 2월, 현역에서 은퇴했다.

## 소속팀
| # | 팀명               | 소속 기간             | 소속 리그 | 비고 |
| - | ------------------ | --------------------- | --------- | ---- |
| 1 | 카운터 로직 게이밍 | 2010.4~2010.06        |           |      |
| 2 | 팀 OP              | 2010.11~2012.05       | LCK       |      |
| 3 | 제닉스 스톰        | 2012.05.30~2012.11.12 | LCK       |      |
| 4 | 팀 OP              | 2012.11.12~2013.01    | LCK       |      |

## 수상 내역
- 뉴에그 윈터 원페스트 2010 준우승
- 아주부 리그 오브 레전드 더 챔피언스 스프링 2012 올스타전 우승